# Seznam vrcholů v Žiaru

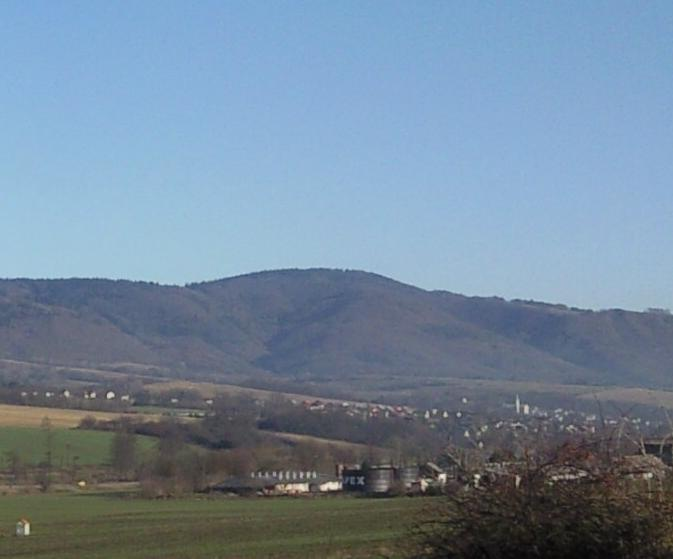
Horeňovo (892 m)

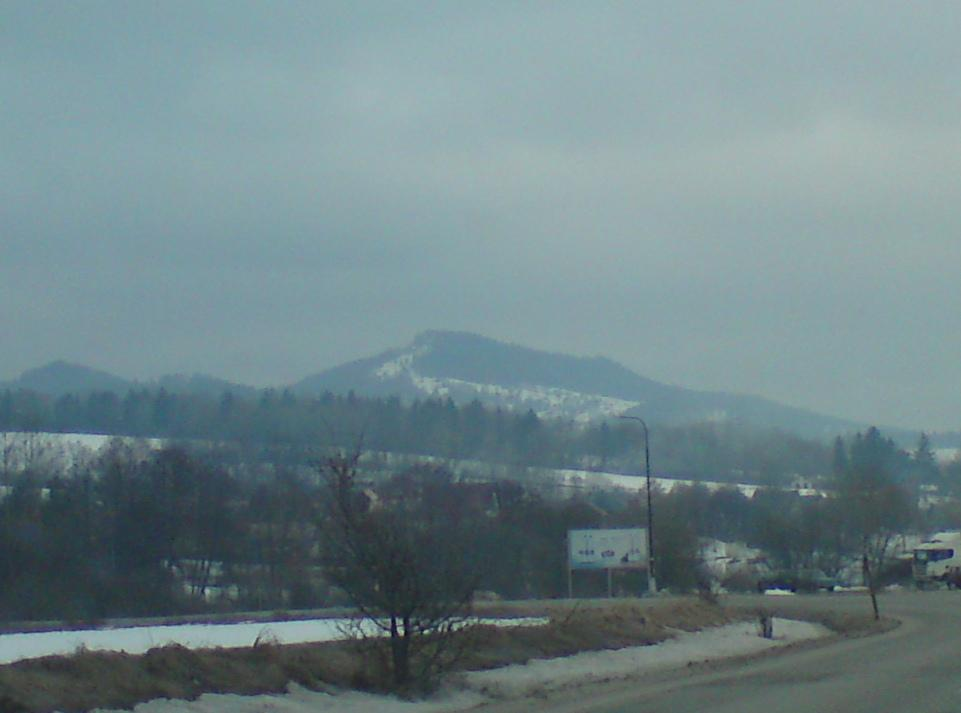
Vyšehrad (829 m)

Seznam vrcholů v Žiaru zahrnuje pojmenované žiarské vrcholy s nadmořskou výškou nad 700 m. K sestavení seznamu bylo použito map dostupných na stránkách hiking.sk.

## Seznam vrcholů
| #   | Vrchol        | Výška (m) | Souřadnice                       | Přístup                   |
| --- | ------------- | --------- | -------------------------------- | ------------------------- |
| 1.  | Chlieviská    | 1024      | 48°57′28″ s. š., 18°45′39″ v. d. | neznačeno                 |
| 2.  | Sokol         | 1013      | 48°57′18″ s. š., 18°45′12″ v. d. | neznačeno                 |
| 3.  | Zniev         | 985       | 48°58′05″ s. š., 18°46′12″ v. d. | zelená turistická značka  |
| 4.  | Závozy        | 912       | 48°56′11″ s. š., 18°43′13″ v. d. | červená turistická značka |
| 5.  | Horeňovo      | 892       | 48°47′12″ s. š., 18°47′05″ v. d. | neznačeno                 |
| 6.  | Gaštan        | 838       | 48°55′22″ s. š., 18°43′10″ v. d. | červená turistická značka |
| 7.  | Nemcovo       | 832       | 48°49′06″ s. š., 18°45′23″ v. d. | neznačeno                 |
| 8.  | Vysoký vrch   | 829       | 48°48′43″ s. š., 18°46′46″ v. d. | neznačeno                 |
| 9.  | Vyšehrad      | 829       | 48°52′34″ s. š., 18°41′57″ v. d. | červená turistická značka |
| 10. | Misárske      | 790       | 48°49′51″ s. š., 18°43′52″ v. d. | neznačeno                 |
| 11. | Rozložná      | 783       | 48°54′40″ s. š., 18°41′32″ v. d. | neznačeno                 |
| 12. | Čierny diel   | 780       | 48°56′05″ s. š., 18°44′36″ v. d. | neznačeno                 |
| 13. | Malý Vyšehrad | 766       | 48°52′00″ s. š., 18°42′02″ v. d. | neznačeno                 |
| 14. | Žiar          | 757       | 48°56′34″ s. š., 18°45′47″ v. d. | neznačeno                 |
| 15. | Vlčia         | 753       | 48°54′09″ s. š., 18°43′29″ v. d. | neznačeno                 |
| 16. | Podhoreň      | 750       | 48°49′41″ s. š., 18°45′30″ v. d. | neznačeno                 |
| 17. | Tlstý vrch    | 734       | 48°55′46″ s. š., 18°45′19″ v. d. | neznačeno                 |
| 18. | Vápenec       | 733       | 48°55′27″ s. š., 18°41′21″ v. d. | neznačeno                 |
| 19. | Opálený vrch  | 732       | 48°50′23″ s. š., 18°43′14″ v. d. | červená turistická značka |
| 20. | Pálený vrch   | 724       | 48°53′35″ s. š., 18°42′55″ v. d. | neznačeno                 |
| 21. | Širiakovo     | 722       | 48°50′15″ s. š., 18°46′00″ v. d. | neznačeno                 |
| 22. | Čierny les    | 721       | 48°54′19″ s. š., 18°40′53″ v. d. | neznačeno                 |